# Kdo jsou „přátelé lidu“ a jak bojují proti sociálním demokratům?
Kdo jsou „přátelé lidu“ a jak bojují proti sociálním demokratům? (rusky Что такое „друзья народа“ и как они воюют против социал-демократов?) je dílo Lenina napsané v roce 1894 a vydané ve třech vydáních ve stejném roce (tištěno na  hektografu). Druhé vydání se ztratilo. Lenin ve své knize kritizoval narodniky jako falešné „přátele lidu“ a dokazoval, že jsou ve skutečnosti proti lidu.